# Episodi di Shin Chan (2008)
Questi sono gli episodi della serie anime Shin Chan mandati originariamente in onda nel 2008. In Italia sono del tutto inediti. 
Ogni episodio è diviso in mini-episodi della durata di circa 10 minuti l'uno.

## Episodi
| Nº          | Titolo italiano | In onda           | In onda |
| Nº          | Titolo italiano | Giapponese        |         |
| 617         | 「秋田に里帰りだゾ」 - Akita ni satogaeri da zo | 11 gennaio 2008   |         |
| 618         | 「祝!!ナント!青春の旅立ちだゾ」 - Iwai!! Nanto! Seishun no tabidachi da zo | 18 gennaio 2008   |         |
| 619         | 「父ちゃんと遊んであげるゾ」 - Tō-chan to asonde ageru zo 「おかえり、むさえちゃん!だゾ」 - Okaeri, Musae-chan! Da zo | 25 gennaio 2008   |         |
| 620         | 「目指せ世界チャンピオンだゾ」 - Mezase sekai chanpion da zo 「母ちゃん大革命だゾ」 - Kā-chan dai kakumei dazo | 1º febbraio 2008  |         |
| 621         | 「風間くんとお留守番だゾ」 - Kazama-kun to orushuban da zo 「忘れ物に気を付けるゾ」 - Wasuremono ni ki o tsukeru zo | 8 febbraio 2008   |         |
| 622         | 「お見合い写真を撮るゾ」 - Omiaishashin o toru zo 「マサオくんを手伝うゾ」 - Masao-kun o tetsudau zo | 15 febbraio 2008  |         |
| 623         | 「こども美容室だゾ」 - Kodomo miyōshitsu da zo 「エコ!でいくゾ」 - Eko! De iku zo | 22 febbraio 2008  |         |
| 624         | 「ハシゴの下で大変だゾ」 - Hashigo no shita de taihen da zo 「冷蔵庫が壊れちゃったゾ」 - Reizōko ga koware chatta zo | 29 febbraio 2008  |         |
| 625         | 「ネネちゃんのモウソウだゾ」 - Nene-chan no mōsō da zo 「芸術はおえかきだゾ」 - Geijutsu wa o e kaki da zo | 14 marzo 2008     |         |
| Speciale 60 | 「ちょー嵐を呼ばない園児だゾ」 - Chō arashi o yobanai enji da zo | 18 aprile 2008    |         |
| 626         | 「スシ王子!だゾ」 - Sushiōji da zo | 25 aprile 2008    |         |
| 627         | 「お店屋さんごっこだゾ」 - Omiseyasangokko da zo 「ウォーキングだゾ」 - Walking (Uōkingu) da zo | 2 maggio 2008     |         |
| 628         | 「オラ、ボディーガードになるゾ」 - Ola (Ora), Bodyguard (Bodīgādo) ni naru zo 「新茶をもらったゾ」 - Shincha o moratta zo | 9 maggio 2008     |         |
| 629         | 「ヒミツのキャラクター弁当だゾ」 - Himitsu no kyarakutā bentō da zo 「オラたちが決めるゾ」 - Ola (Ora) tachi ga kimeru zo | 16 maggio 2008    |         |
| 630         | 「そしてみんな犯人になったゾ」 - Soshite min'na han'nin ni natta zo 「靴下を探せ!だゾ」 - Kutsushita o sagase! Da zo | 23 maggio 2008    |         |
| 631         | 「詰めホーダイに弱いゾ」 - Tsume hōdai ni yowai zo 「父ちゃんが出てったゾ」 - Tō-chan ga de tetta zo | 30 maggio 2008    |         |
| 632         | 「恋するネネちゃんだゾ」 - Koisuru Nene-chan da zo 「ヤキトリ屋さんに行ったゾ」 - Yakitoriya-san ni itta zo 「たまには言ってみたゾ」 - Tamani wa itte mita zo                                                                                 | 6 giugno 2008     |         |
| 633         | 「シロのお散歩は大変!だゾ」 - Shiro no o sanpo wa taihen! Da zo 「母ちゃんは遅いゾ」 - Kā-chan wa osoi zo 「やっと買ったゾ」 - Yatto katta zo                                                                                                 | 13 giugno 2008    |         |
| 634         | 「紅さそり隊の保育園だゾ」 - Kurenai sasori-tai no hoikuen da zo 「ひまわりのおツメを切るゾ」 - Himawari no o tsume o kiru zo 「くすぐったいのはイャ～ンだゾ」 - Kusuguttai no wa iya - n da zo                                               | 20 giugno 2008    |         |
| 635         | 「アポなしでお誕生会だゾ」 - Aponashi de o tanjōe da zo 「ガソリンぎりぎりだゾ」 - Gasoline (Gasorin) giri giri da zo 「風間くんも聞いてほしいゾ」 - Kazama-kun mo kiite hoshī zo                                                             | 11 luglio 2008    |         |
| 636         | 「組長のヒミツの愛だゾ」 - Kumichō no himitsu no ai da zo 「たたたた宝クジが!だゾ」 - Tata tata takara Kuji ga! Da zo 「怒ってなんかいないゾ」 - Okotte nanka inai zo                                                                         | 18 luglio 2008    |         |
| 637         | 「旅に出るとおいしいゾ」 - Tabi ni deru to oishī zo 「雨の日曜日だゾ」 - Ame no nichiyōbi da zo 「あじつけを教わるゾ」 - Aji tsuke o osowaru zo                                                                                               | 25 luglio 2008    |         |
| 638         | 「合コンでシクヨロだゾ」 - Gōkon de shikuyoro da zo 「昆虫ハンターひろしだゾ」 - Konchū hantā Hiroshi da zo 「うさぎもイッパイ飲みたいゾ」 - Usagi mo ippai nomitai zo                                                                        | 1º agosto 2008    |         |
| 639         | 「鵜飼いを見るゾ」 - Ukai o miru zo 「ヤツの心を読むゾ」 - Yatsu no kokoro o yomu zo | 8 agosto 2008     |         |
| 640         | 「なんちゃってキャンプだゾ」 - Nan chatte kyanpu da zo 「ジョリジョリが気持ちいいゾ」 - Jori jori ga kimochīi zo 「ウンチク語っちゃうゾ」 - Unchiku katatsu chau zo                                                                           | 15 agosto 2008    |         |
| 641         | 「カミナリゴロゴロだゾ」 - Kaminari goro goro da zo 「日焼け父ちゃんだゾ」 - Hiyake tō-chan da zo 「シュミを見てほしいゾ」 - Shumi o mite hoshī zo                                                                                            | 22 agosto 2008    |         |
| 642         | 「今日はとことんツイてないゾ」 - Kyō wa tokoton tsui tenai zo 「わたしもとことんツイてないわだゾ」 - Watashi mo tokoton tsui tenai wa da zo 「やっぱりとことんツイてないゾ」 - Yappari tokoton tsui tenai zo                                  | 29 agosto 2008    |         |
| 643         | 「母ちゃんが家出したゾ」 - Kā-chan ga iede shita zo 「家出のつづきだゾ」 - Iede no tsudzuki da zo | 12 settembre 2008 |         |
| 644         | 「仲直りしたら?だゾ」 - Nakanaori shitara? Da zo 「地デジはいいゾ」 - Ji Deji wa ī zo | 19 settembre 2008 |         |
| Speciale 61 | 「父ちゃんとポイントゲットだゾ」 - Tō-chan to Point Get (Pointo Getto) da zo 「オラ応援団になったゾ!!～帝京中学校・帝京高等学校～」 - Ora ōen-dan ni natta zo!! - Teikyōchugakkō teikyōkōtōgakkō 「フレフレ少女だゾ」 - Fure fure shōjo da zo | 26 settembre 2008 |         |
| 645         | 「ロード・トゥ・運動会だゾ」 - Road (Rōdo) to u undōkai da zo 「朝からいるゾ」 - Asa kara iru zo 「夜でもいるゾ」 - Yoru demo iru zo | 17 ottobre 2008   |         |
| 646         | 「お風呂でシュワッとするゾ」 - O furo de shuwatsu to suru zo 「ゴミを分別するゾ」 - Gomi o bunbetsu suru zo 「戦いはむなしいゾ」 - Tatakai wa munashī zo                                                                                      | 31 ottobre 2008   |         |
| 647         | 「幼稚園のおかたづけだゾ」 - Yōchien no o katadzuke da zo 「ひまのおもちゃだゾ」 - Hima nō mocha da zo 「間がわるいゾ」 - Ma ga warui zo | 7 novembre 2008   |         |
| 648         | 「しわよせの黄色いハンカチだゾ」 - Shiwa yose no kiiroi hankachi da zo 「桜田のそにょだゾ」 - Sakurada noso ni yo da zo | 14 novembre 2008  |         |
| 649         | 「ご本のおつかいだゾ」 - Go hon no o tsukai da zo 「マサオくんのアシスタントだゾ」 - Masao-kun no assistant (ashisutanto) da zo 「相談を聞いてほしいゾ」 - Sōdan o kiite hoshī zo                                                             | 21 novembre 2008  |         |
| 650         | 「笑う?園長先生だゾ」 - Warau? Enchō sensei da zo 「アルバイト母ちゃんだゾ」 - Albite (Arubaito) kā-chan da zo 「見ちゃいや～んだゾ」 - Mi chai ya - n da zo                                                                                  | 28 novembre 2008  |         |
| 651         | 「お歌でお悩みだゾ」 - Outa de o nayami da zo 「謎のしんこちゃんだゾ」 - Nazo no Shinko-chan da zo | 5 dicembre 2008   |         |
| 652         | 「風間くんのお見舞いだゾ」 - Kazama-kun no o mimai da zo 「手作りベビー服だゾ」 - Tedzukuri baby (bebī) fuku da zo | 12 dicembre 2008  |         |
| 653         | 「フリマで稼いじゃうゾ」 - Furima de kasei jau zo 「父ちゃんとシロの散歩だゾ」 - Tō-chan to shiro no sanpo da zo 「新婚でラブラブだゾ」 - Shinkon de Love Love (Rabu Rabu) da zo                                                              | 19 dicembre 2008  |         |